# Budapest szálloda (Miskolc)
Az egykori Budapest, illetve Arany Csillag szálloda Miskolcon, a Színházzal szemben áll (Széchenyi utca 24.).

## Története
Az épület helyén a 18. században görög kereskedőház állt. Ebben nyílt meg később Fejér Miklós „Szálloda Pest városához Miskolczon” névvel szállodája. Egy korabeli számlán szerepel a ház rajza, ami szerint egyemeletes, nyolctengelyes épületről volt szó. A szállodát jó érzékkel nyitotta meg Fejér Miklós, mert a szemközti színházból a közönség a szünetben, vagy az előadás végén átvonulhatott egy kávéra, szivarra. 1898-ban „a régi Pestváros szállodát megifjodva, Budapest czím alatt megnyitotta Pfenning József, a d. győri vas- s aczélgyár jó hírű vendéglőse”. Az épületet 1904-ben lebontották, a helyén épült fel a mai kétemeletes épület. Grünfeld Sándor tulajdonos a már sikeres vendéglős Böczögő Józsefnek adta bérbe az épületet, aki közel másfél évtizedig vezette a Budapest Szálloda, Böczögő étterem és Abbázia kávéház egységet. 1918-ban Rósenfeld Jenő és Schwarz Zsigmond vásárolta meg a szállodát, és „Abbázia kávéház, étterem és szálloda Schwarz és Rósenfeld” néven nyitották meg üzletüket. 1925-től már csak Rósenfeld volt a tulajdonos. Ebben az időben a szálloda a város legnagyobb (50 szoba) és leglátogatottabb szállodája volt, sok neves vendéggel. 1944-ben a tulajdonost deportálták, és az új vezető Gitta István lett. Az államosítás után, 1951-ben a Miskolci Vendéglátóipari Vállalat vette át az üzletet, és Abbázia, majd 1963-tól Arany Csillag néven működtette tovább. Működött itt Pannónia néven étterem, a Jazz Pince, illetve a Rock-gödör. A rendszerváltás után az épület magántulajdonba került. A földszinti üzlethelyiségben a 2010-es, 2020-as évek elejéig DM, 2022-től  Rossmann drogéria működik.
Az épület szálloda funkcióján túl szólni kell a ház üzletrészének másik működtetőjéről, Haas Fülöpről is, aki 1939-től 1948-ig szőnyegkereskedést működtetett a jobb (nyugati) oldalon leválasztott részen, és a reklám szövege szerint „a magyar munka és a magyar ízlés remekeit hozta Miskolczra” (Haas Fülöp és Fiai Rt.). A bolt a földszint jobb oldalán, 150 négyzetméteren került kialakításra, ezen felül az udvari részen még egy 180 négyzetméteres raktárral is rendelkezett. A vállalkozás mindössze nyolc dolgozót alkalmazott. A cég német tulajdonban volt, az Ebergassingban alapított vállalat a Soproni Szőnyeg- és Textilművekben gyártott termékeivel látta el több városban is működtetett üzleteit. A második világháborút követően a boltot szovjet tulajdonba akarták vonni, de ezt némi ügyeskedéssel vegyes magyar ellenkezés hatására sikerült elkerülni. Az államosítás után az egész épület a Miskolci Vendéglátóipari Vállalat hatáskörébe került.

## Leírása
Az épület kétemeletes, eklektikus stílusban épült, amelynek monumentalitását a nyeregtetőből kinövő méretes kupolaszerkezet is fokozta. Előtte magas, timpanonos oromfal állt. A további díszítések érdekében két oldalt egy-egy kisebb, kupolával záródó tornyocskát helyeztek el. Egy átalakítás során a tetőszerkezetet erősen leegyszerűsítve, sima, összefüggő nyeregtetővé alakították.
Az épület emeletei hétaxisúak, a második és a hatodik tengely némiképp eltérő kiképzéssel. Az első emeletet a földszinttől a két erkély által megszakított övpárkány választja el. A két hangsúlyos erkély két-két erőteljes konzolon nyugszik. Az első emeleti ablakokat baluszteres mellvéddel és könyöklő párkánnyal ellátott, a szabad felületeket vízszintes sávozású falszakasz köti össze. Az erkélyeken kívül további hangsúlyos elemei a homlokzatnak a középső ablak két oldalán elhelyezett robusztus, mefiszófejes díszítésű konzolok, amelyekről végső soron a félkörös oszlopok indulnak. A második emeleti második és hatodik tengelybeli ablakot pilaszterek fogják közre, és ezek az ablakok – eltérően a többi egyenes záródásútól – félköríves kialakításúak. A szabad falfelületeket vakolatkeretelésű, klinkertéglás mezők töltik ki. A földszinten, az erkélyek alatt vannak az üzletek bejáratai, amelyeket vízszintes sávozású oszlopok fognak közre.

## Képek

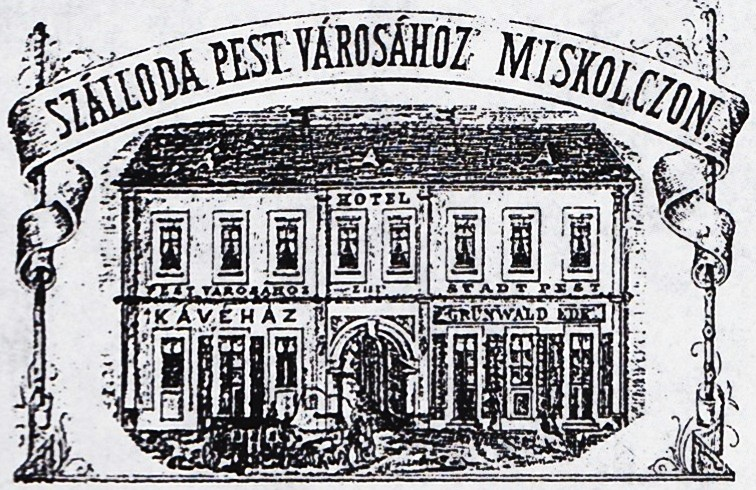
Az elődépület Pest Hotel
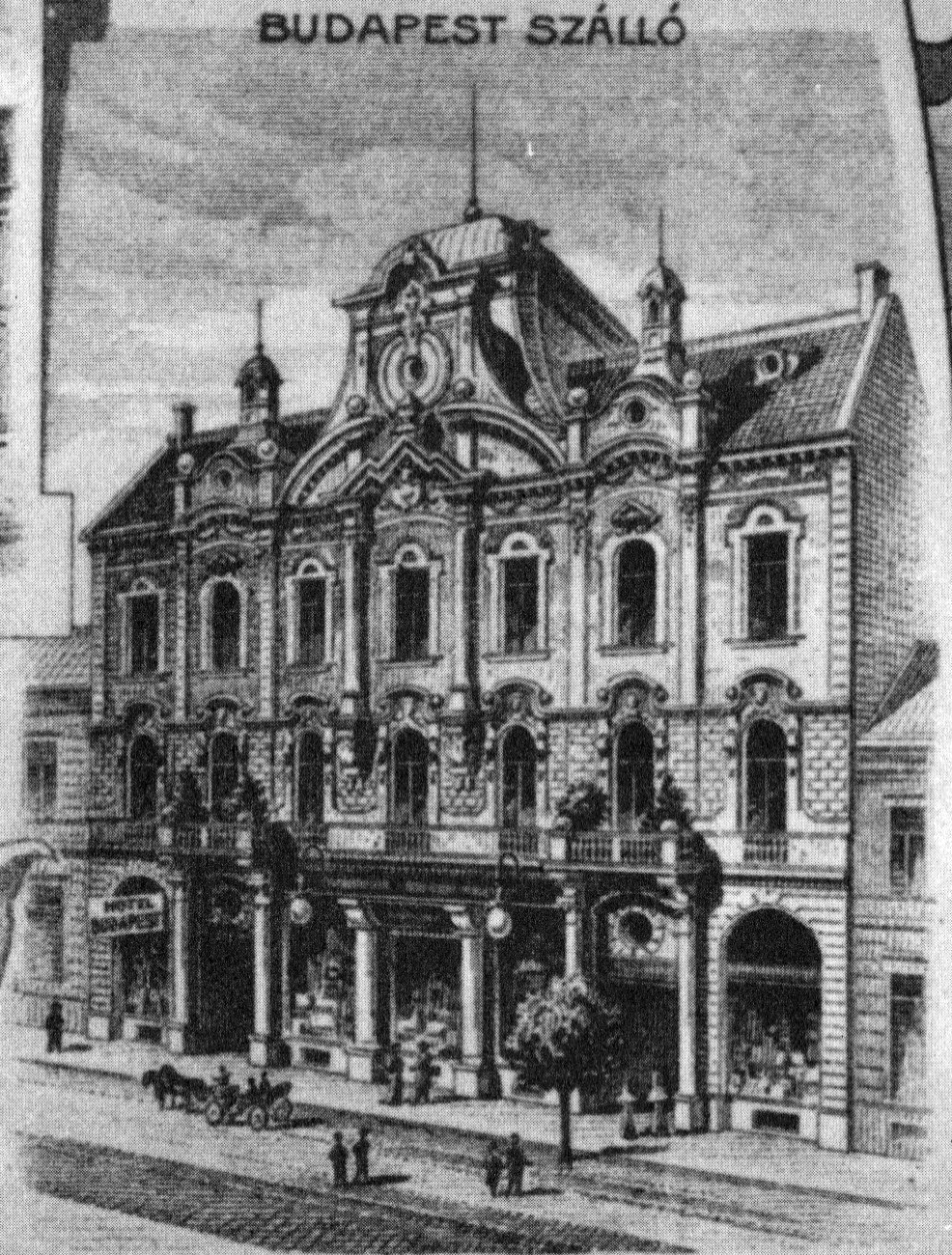
A Budapest szálloda 1906-ban
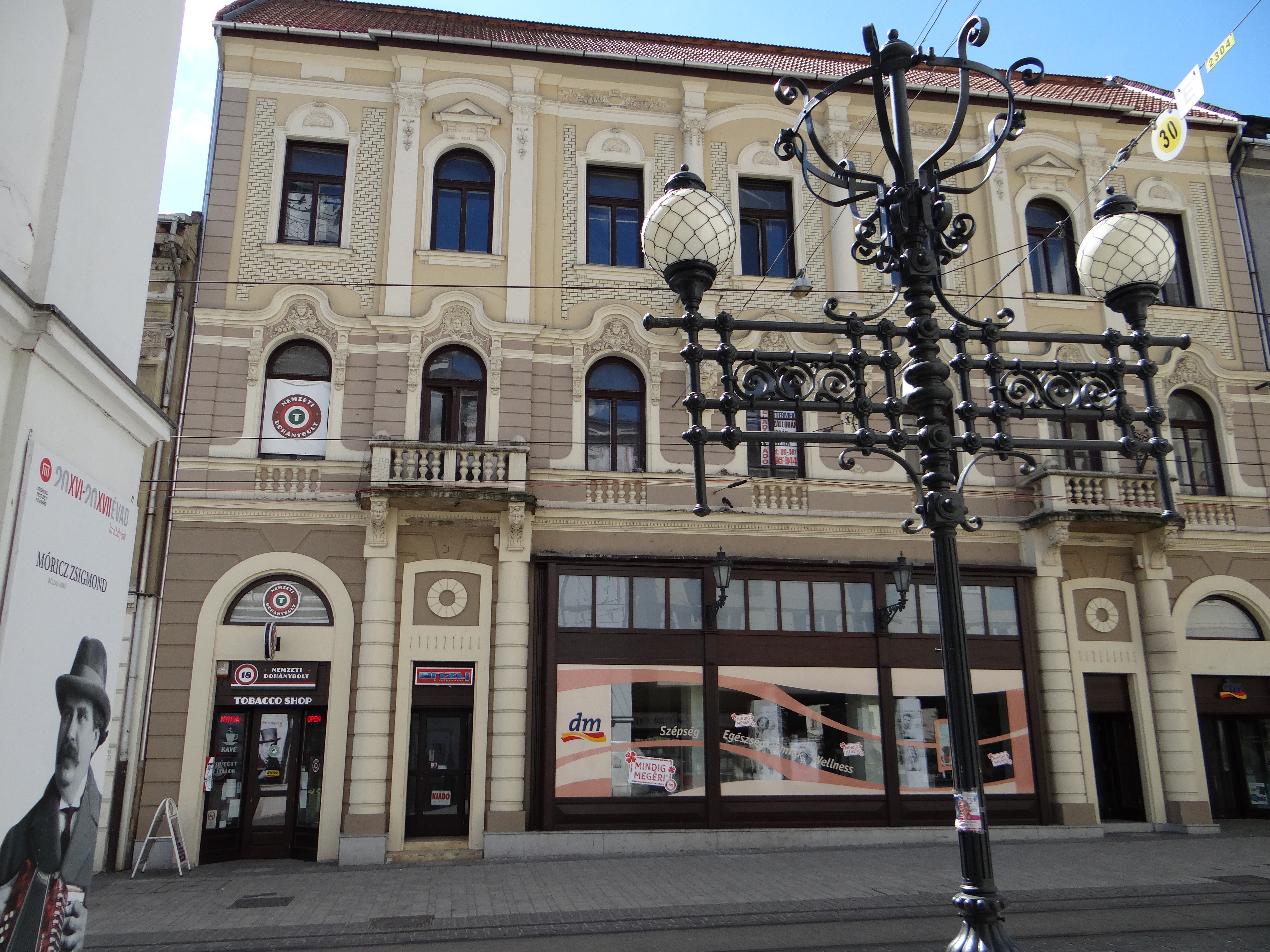
A szálloda épülete 2017-ben
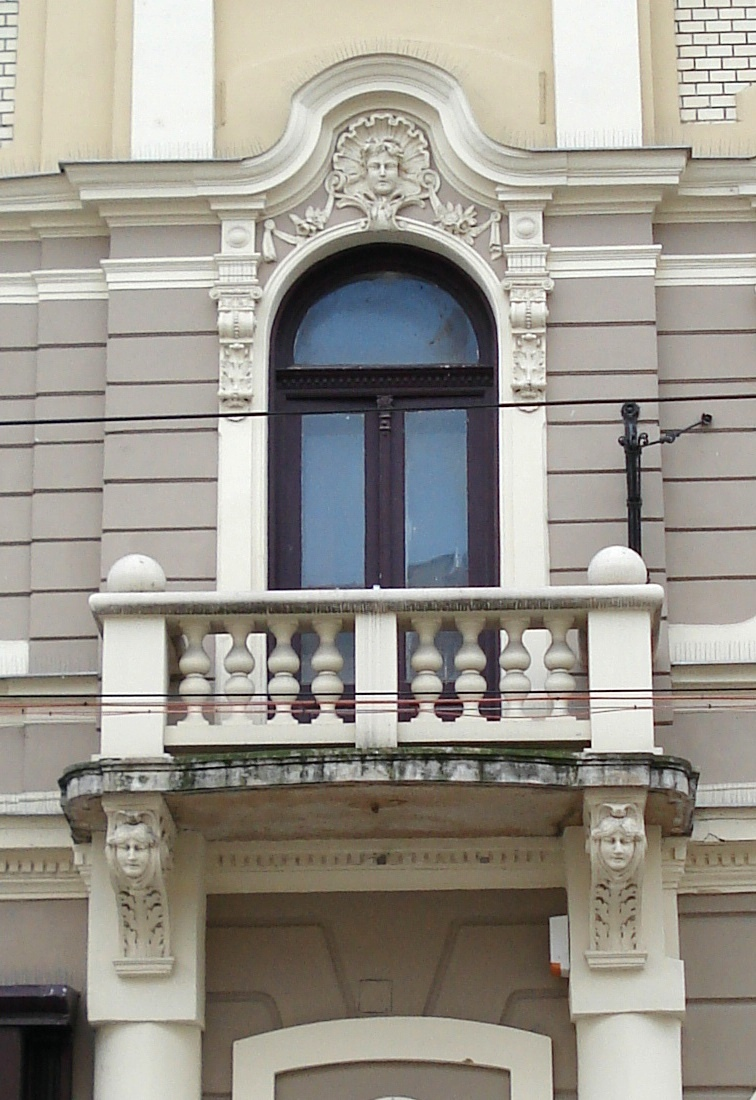
Erkély
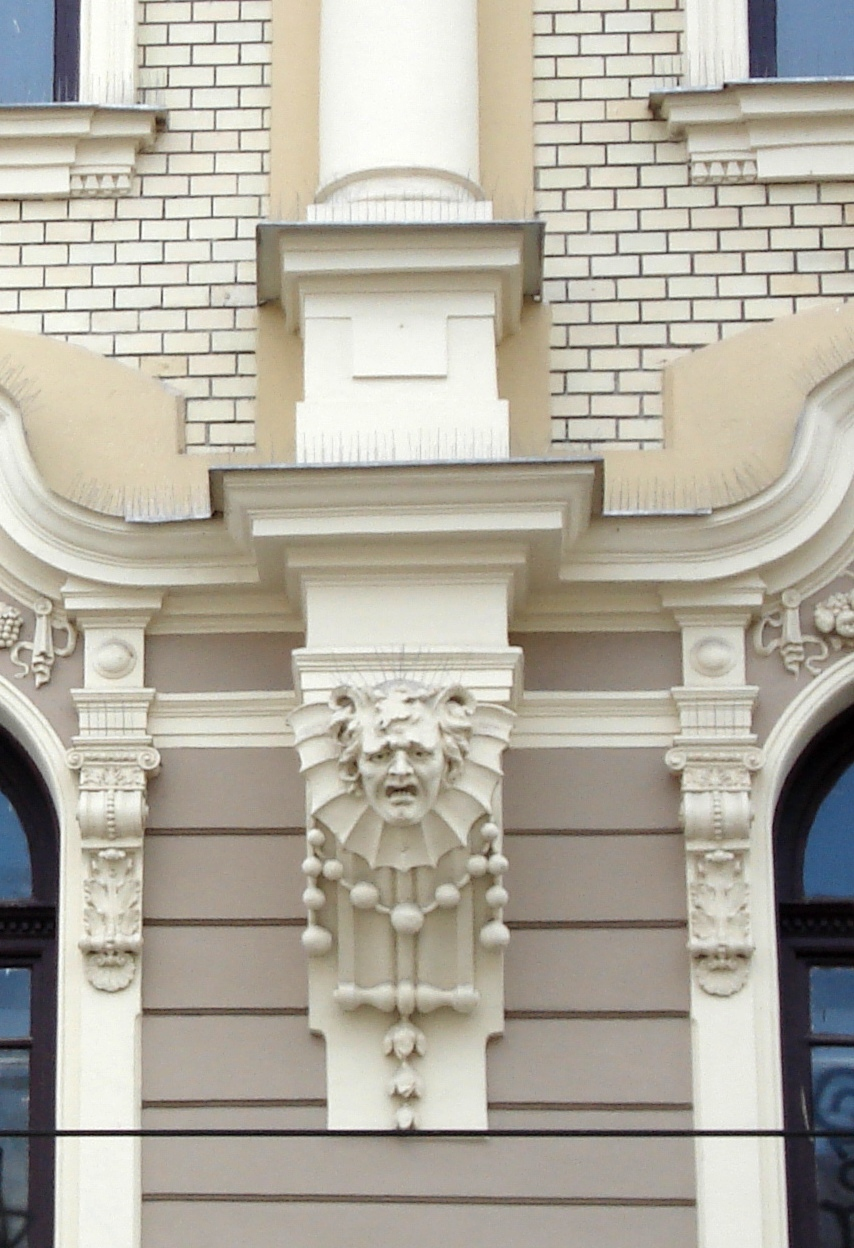
Épületdísz